# Yatsushiro
Yatsushiro (八代市, Yatsushiro-shi) est une ville située dans la préfecture de Kumamoto, au Japon.

## Géographie

### Situation
Yatsushiro est située dans le centre de la préfecture de Kumamoto.

### Démographie
En mai 2020, la population de Yatsushiro s'élevait à 125 748 habitants répartis sur une superficie de 680,59 km2.

### Hydrographie
Le fleuve Kuma se jette dans la mer de Yatsushiro à l'ouest de la ville.

## Histoire
La ville de Yatsushiro est créée en 2005 de la fusion des municipalités d'Izumi, Kagami, Sakamoto, Senchō et Tōyō.

## Culture locale et patrimoine
- Ruines du château de Yatsushiro
- Yatsushiro-gū

## Transports
Yatsushiro est desservie par la ligne Shinkansen Kyūshū et les lignes classiques Kagoshima, Hisatsu et Hisatsu Orange Railway. Les gares de Yatsushiro et Shin-Yatsushiro sont les principales gares de la ville.

## Personnalités liées à la municipalité
- Uchida Kōsai (1865-1936), homme politique et premier ministre
- Haruto Kō (1906-1988), poète
- Shōkō Asahara (1955-2018), fondateur de la secte Aum Shinrikyō.
- Yui Natsukawa (née en 1968), actrice